# Wolfgang Sailer
Wolfgang Sailer (* 7. März 1947 in Stuttgart) ist ein deutscher Jurist und ehemaliger Vorsitzender Richter am Bundesverwaltungsgericht.

## Leben
Er studierte Rechtswissenschaft an der Freien Universität Berlin und an der Universität Tübingen. Nach dem Referendariat und der Ablegung des Zweiten Staatsexamens wurde er im Frühjahr 1977 Richter am Verwaltungsgericht Berlin. Während er für mehrere Jahre in die Berliner Senatsverwaltung für Justiz, das Bundesverwaltungsgericht sowie das Oberverwaltungsgericht Berlin abgeordnet war, wurde er im Frühjahr 1985 zum Richter am Oberverwaltungsgericht Berlin ernannt.
Im Januar 1993 wurde er Richter am Bundesverwaltungsgericht und blieb dies, bis er zum 1. Mai 2012 in den Ruhestand trat. Bis 2002 war er dem, unter anderem mit Wehrpflicht- und Zivildienstrecht, dem Recht der Förderung des Wohnungsbaus sowie des Abgabenrechtes befassten 8. Revisionssenat zugewiesen und übernahm dann den Vorsitz des 7. Revisionssenat. Dieser beschäftigt sich unter anderem mit Umweltschutzrecht einschließlich des Immissionsschutzrechts, dem Abfall- und Bodenschutzrecht, dem Atomrecht, dem Bergrecht, dem Gentechnikrecht, dem Informationsfreiheitsrecht sowie dem Staatskirchenrecht. Außerdem war er viele Jahre Pressesprecher des Bundesverwaltungsgerichts.

## Schriften
- als Mitautor: Erhard Denninger, Hans Lisken (Hrsg.): Handbuch des Polizeirechts. Gefahrenabwehr, Strafverfolgung, Rechtsschutz, C. H. Beck, 5. Aufl. 2012, München, ISBN 978-3-406-63247-1.